# Mu Ma Ren
Mu Ma Ren (牧马人, Mù Mǎ Rén), comercialitzada en anglès com The Herdsman, és un pel·lícula xinesa del 1982 sobre la vida d'un pastor a l'oest de la Xina des de la dècada de 1950 fins a la Revolució Cultural, i el seu retrobament amb el seu pare d'Amèrica. Va ser produït per Shanghai Film Studio i dirigit per Xie Jin, protagonitzat per Zhu Shimao. Està basat en una novel·la de Zhang Xianliang.

## Argument
A la tardor de 1980, un empresari ancià xinès-americà, Xu Jingyou (Liu Qiong), torna a la Xina i troba el seu fill, Xu Lingjun (Zhu Shimao), un pastor que treballa a ranxo Chilechuan al nord-oest de la Xina. El pare vol portar el seu fill als Estats Units perquè hereti els seus béns. No obstant això, el jove Xu és molt distant amb el seu pare. Fa més de 30 anys, el pare havia abandonat la seva dona i el seu fill per fer negocis a Amèrica. La seva mare va morir de malaltia i Xu esdevé orfe. Després de graduar-se a l'escola secundària, Xu es va convertir en professor. L'any 1957, va ser classificat com a "dretanista" i enviat a treballar en un ranxo del subdesenvolupat nord-oest. El 1962, quan es va acabar la pena laboral, Xu es va quedar al ranxo com a ramader. A causa de la desesperació, Xu fins i tot va intentar suïcidar-se. Però els seus companys ramaders, especialment l'avi i l'àvia Dong i Guo Zi, li donen el coratge i la força per continuar. Durant la Revolució Cultural, Guo Zi i altres ramaders el protegeixen de la persecució política. El 1972, Xu es casa amb Li Xiuzhi, una noia del poble que havia fugit de la fam a Sichuan. Donen a llum un fill, el petit Qingqing, i la família viu una vida despreocupada. Xu va ser rehabilitat el 1979 i va tornar al seu lloc de professor. Al vespre, quan Xu es troba amb el seu pare al restaurant de Pequín, el seu cor està inquiet. Recorda el seu passat al ranxo i la confiança de la seva dona en el seu retorn, fet que consolida la seva decisió de quedar-se a la Xina. El pare de Xu finalment entén el seu fill, i els dos reprenen el seu parentiu. Després d'enviar el seu pare a casa, Xu torna al ranxo i als seus amics i familiars.

## Recepció
La pel·lícula Herdsman va guanyar el millor actor secundari (Niu Ben) i el millor muntatge (Zhou Dingwen) l'any 1983 als Jinji Jiang. També va guanyar la millor pel·lícula i el millor actor secundari (Niu Ben) als Premis de les Cent Flors. La pel·lícula es va projectar a la secció Un Certain Regard al 36è Festival Internacional de Cinema de Canes.